# Big Hawk
John Edward Hawkins (ur. 24 lipca 1969 w Houston, w stanie Teksas, zm. 1 maja 2006 tamże), znany jako Big Hawk lub H.A.W.K. – amerykański raper i jeden z założycieli grupy legendarnego DJ-a Screw – Screwed Up Click. Był także starszym bratem Fat Pata, rapera zamordowanego w 1998 roku. Hawk został zastrzelony 1 maja 2006 w swoim rodzinnym mieście.

## Życiorys
W 1994 roku Hawk, Fat Pat, DJ Screw i kilku ich przyjaciół założyli grupę D.E.A., a także wytwórnię Dead End Records. W późnym okresie 1995 roku grupa wypuściła album Screwed For Life, gdzie wystąpili tacy artyści jak Big Pokey, Lil’ Keke i reszta Screwed Up Click. Po śmierci Fat Pata i DJ-a Screw, a także trafieniu do więzienia wielu członków Screwed Up Click, Hawk postanowił utrzymać ich legendę przy życiu. W 1999 roku nagrał kompilacyjny album grupy Southside Playaz You Got Us Fuxxed Up razem z innymi członkami S.U.C. W 2000 roku Big Hawk wydał swój solowy album Under Hawk's Wings pod szyldem Dead End Records, a także występował gościnnie na płytach takich wykonawców jak Lil’ Flip, Lil’ Keke, Big Moe, Z-Ro, czy w wielkim hicie Lil’ Troya Wanna Be A Baller.
H.A.W.K. występował na wielu płytach wykonawców z Houston, a także ze sceny undergroundowej. Był gościem w hicie Lil’ O Back Back, potem zaczął współpracować z Game Face Records i wydał album zatytułowany HAWK, który zawierał przebój U Already Know. Płyta znalazła się na 45. miejscu listy Billboardu dla najlepszych albumów R&B i rap. W 2004 roku przy współpracy z Lil’ Keke wydali wspólny album Wreckin 2K4 w Presidential Records. W roku 2005 wystąpił gościnnie w singlu z płyty Trae pt. Swang, który był hołdem dla jego zmarłego brata, Fat Pata. 1 maja 2006 Big Hawk został zastrzelony w Houston. Policja ustaliła, że Hawk chciał spotkać się ze swoim przyjacielem, jednak dotarł na umówione miejsce pierwszy, poszedł na bok domu gdzie został kilkakrotnie postrzelony, zginął na miejscu. W 2007 roku Trae wydał zadedykowany zmarłemu przyjacielowi album Life Goes On, rok później ukazała się jedyna pośmiertna płyta Hawka Endangered Species.

## Dyskografia
- 2000: Under Hawk's Wings
- 2001: HAWK
- 2004: Wreckin' 2K4 (z Lil’ Keke)
- 2008: Endangered Species